# Осло (фильм)
«Осло» (англ. Oslo) — американский телевизионный фильм режиссёра Бартлетта Шера по одноимённой пьесе Дж. Т. Роджерса, рассказывающий о тайных переговорах между Израилем и ООП в Норвегии в 1993 году. Главные роли в нём сыграли Эндрю Скотт и Рут Уилсон, одним из продюсеров стал Стивен Спилберг. Премьера состоялась 29 мая 2021 года на HBO. Критики высоко оценили игру основных актёров, а мнения о сценарии разделились.

## Сюжет
Литературной основой сценария фильма стала пьеса «Осло», написанная Дж. Т. Роджерсом. Действие происходит в 1993 году в столице Норвегии, где начинаются тайные переговоры между представителями Израиля и Организации освобождения Палестины. Две стороны заключают «Декларацию принципов о временных мерах самоуправления», известную теперь как «Соглашения в Осло». За переговорный процесс отвечают супруги-дипломаты Терье Руд-Ларсен и Мона Юль.

## В ролях
- Эндрю Скотт — Терье Руд-Ларсен
- Рут Уилсон — Мона Юль
- Джефф Вильбуш — Ури Савир
- Сассон Габай — Шимон Перес

## Создание и оценки
Первое сообщение об экранизации пьесы Дж. Т. Роджерса «Осло» появилось в апреле 2017 года. Сценарий написал сам Роджерс, режиссёром стал Бартлетт Шер, который до этого ставил пьесу на Бродвее, главные роли получили Эндрю Скотт и Рут Уилсон. Съёмки фильма начались в ноябре 2020 года в Праге. Фильм вышел в эфир на канале HBO 29 мая 2021 года.
На сайте-агрегаторе отзывов Rotten Tomatoes фильм получил рейтинг 75 % при средней оценке 6,1 из 10. Рецензенты с этого ресурса отметили: Иногда «„Осло“ с трудом удаётся плавно перенести со сцены на экран, но Рут Уилсон и Эндрю Скотт придают захватывающий дух этому историческому снимку дипломатии с высокими ставками». На сайте Metacritic картина получила 54 балла из 100, что указывает на «смешанные или средние отзывы».
Рецензент «Газета.ру» Павел Воронков охарактеризовал «Осло» как «неплохую, в общем, историко-политическую драму с чудными артистами, работающую как часы: просто, без изысков, в основном по делу». Однако, по мнению критика, появившись в момент очередного обострения палестинского кризиса, картина кажется местами «наивной и неуместной», а единственные полнокровные герои в ней — два норвежских дипломата; израильтяне и палестинцы, ведущие переговоры, «всё время норовят сползти на второй план и служат, по большому счету, функциями». Схожего мнения обозреватель «Кино-Театр.ру» Ная Гусева, увидевшая, что показанные в фильме счастливые отношения между главными героями отвлекают зрителя от основного конфликта: «фокус смещается с важной и до сих пор болезненной темы на любовную линию, которая как будто бы доказывает что можно свернуть горы, надо только захотеть». С точки зрения обозревателя «Фильм.ру» Ефима Гугнина «Осло» — «стандартный телефильм под маркой HBO Originals, крайне театральный… и не стесняющийся заскорузлых визуальных решений», но при этом качественно рассказывающий свою историю и скрывающий под внешней наивностью настоящую трагедию.
Картина была номинирована на ряд кинопремий, включая «Эмми».